# Zapateando Juyayay
Zapateando Juyayay es una canción agrupación de música folclórica Jayac, fue producido en el año 2018, el tema fue escrito en dos horas, la grabaron al siguiente día la parte musical y al otro día fue el rodaje del videoclip.

## Historia
La agrupación Jayac tenía una presentación programada para una fundación de migrantes ecuatorianos en Estados Unidos, la fundación es reconocida por celebrar el Inti Raymi, dentro del cual hay una ceremonia de zapateados, dos semanas antes de la presentación y sin haber grabado nada, cada miembro de la agrupación escribió parte de la canción en sus domicilios, dado que el ritmo es siempre el mismo para los zapateados, la parte de la letra comenzó a fluir a medida que salía las notas en el quena.
Al siguiente día en el estudio de grabación, luego de acordar la letra final y ciertas improvisaciones, queda la canción finalizada, esa misma noche realizaron llamada al grupo de danza y a los productores del video.    
Al tercer día se reunieron en Cayambe, el grupo Jayac, el grupo de danza y la productora audiovisual, tras lo cual se trasladaron hasta la hacienda Guachalá, la danzas y tomas del video fueron totalmente improvisadas.